# Chimo (Musik)

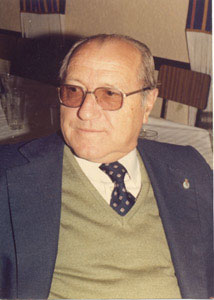
Komponist José María Ferrero Pastor (1926–1987)

Chimo (Marxa mora, Marsch der Mauren) ist ein Marsch und fester Bestandteil der mehrtägigen Fiestas Moros i Cristians in Ontinyent, für die er quasi als Hymne gilt. Er wurde 1964 von José María Ferrero Pastor eigens hierfür komponiert und findet auch bei der Aufführung von Moros i Cristians in anderen Orten Verwendung.
Die Komposition galt als eine bedeutende Bereicherung der Fiestas und wurde in spanischen, marokkanischen und arabischen Medien gewürdigt. Ferrero setzte durch die besondere Melodie einen romantisierenden, mittelalterlichen, arabischen Rahmen für die historisch angelehnten Auseinandersetzungen zwischen Mauren und Christen auf der Iberischen Halbinsel.
Das Werk wurde mehrfach durch die Societat Unió Artística Musical d'Ontinyent, dessen Direktor José María Ferrero Pastor für 37 Jahre bis zu seinem tragischen Tod 1987 war, aufgenommen.
Zusammen mit dem Paquito el Chocolatero ist es das am meisten gespielte Stück der Fiestas in der Region Valencià.